# Contea di Yangpyeong
La contea di Yangpyeong (Yangpyeong-gun; 양평군; 楊平郡) è una delle suddivisioni della provincia sudcoreana del Gyeonggi.